# Causus rhombeatus
Causus rhombeatus là một loài rắn trong họ Rắn lục. Loài này được Lichtenstein mô tả khoa học đầu tiên năm 1823.